# Rosières (Tarn)
Rosières è un comune francese di 769 abitanti situato nel dipartimento del Tarn nella regione dell'Occitania.

## Società

### Evoluzione demografica
Abitanti censiti